# Acantholimnophila
Acantholimnophila is een geslacht van steltmuggen (Limoniidae).

## Soorten
- Acantholimnophila bispina
- Acantholimnophila maorica